# Władysław Taczanowski
Ladislaus Taczanowski
Władysław Taczanowski armoiries Jastrzębiec (parfois orthographié Ladislaus Taczanowski sur certaines publications), né le 1er mars 1819 à Jabłonna et mort le 17 janvier 1890 à Varsovie, est un zoologiste polonais.

## Biographie
Il appartient à une ancienne famille de la noblesse polonaise de la région de Poznań. Il étudie à Paris et travaille pour les muséums de Vienne, Berlin, Paris et Londres. Il dirige le département de zoologie du muséum de l’université de Varsovie à partir de 1862 où il succède à Feliks Paweł Jarocki (1790-1865).
De 1866 à 1867, Taczanowski fait une expédition scientifique en Algérie avec Antoni Stanislaw Waga (1799-1890). Il est l’auteur notamment de Birds of Poland (1882) et Ornithology of Peru (1884-1886).
Le grèbe de Taczanowski, Podiceps taczanowskii (Berlepsch & Stolzmann, 1894) et le paca de montagne, Agouti taczanowskii (Stolzmann, 1865) lui ont été dédiées.
Il a reçu le titre de docteur honoris causa de l'université Jagellonne en 1887.

## Liste partielle des publications
- Les Araneides de la Guyane française. Horae Societatis entomologicae Rossicae (1871)
- Les Araneides de la Guyane française. Horae Societatis entomologicae Rossicae (1873)
- Les Araneides du Perou. Famille des Attides (1879)

## Espèces décrites
- Merle à œil clair (Turdus leucops)
- Pipit de la Puna (Anthus brevirostris)

## Espèces éponymes
- Pipromorphe inca (Leptopogon taczanowskii) Hellmayr, 1917